# 2023年チリ山火事
2023年チリ山火事（2023ねんチリやまかじ）では2023年にチリで相次いで発生した山火事について解説する。2023年2月上旬、少なくとも260件の火災（うち数十は「赤色警報火災」）が発生し、少なくとも約27万ヘクタールが焼け、26人以上が死亡し、970人以上がけがをした。チリ政府は国内の複数の地域で非常事態を宣言した。

## 原因
隣国であるアルゼンチンから、乾燥した熱風が吹き込んできたことが原因と考えられている。

## 被害状況

### 死者
政府は山火事による死者は少なくとも26人で、そのうち少なくとも11人がビオビオ州サンタ・フアナ（en:Santa Juana）の町で死亡したと発表した。また、2月3日に救急ヘリコプターが墜落し、パイロットと整備士が死亡した。

### 建造物への被害
少なくとも800棟の家屋が焼失した。

## 画像
- GOES-16が捉えた2023年2月3日の山火事発生状況
- 山火事の衛星画像（2月1日 - 2月5日）。